# 열양세시기
열양세시기(洌陽歲時記)는 1819년 김매순(金邁淳)이 한양의 세시풍속에 관해 쓴 책이다. 열양은 당시의 한양을 가리킨다. 한양의 세시풍속 약 80항이 월별로 구분되어 있어 한국 중부 지방의 풍속을 잘 나타내고 있다.